# Macroglossum stevensi
Macroglossum stevensi là một loài bướm đêm thuộc họ Sphingidae, chi Macroglossum.